# Premio Pacem in Terris
Il Premio Pacem in Terris è un premio della pace assegnato dal 1964, in onore dell'enciclica Pacem in Terris del 1963 scritta da papa Giovanni XXIII. Viene assegnato "per onorare una persona che si distingue nella pace e nella giustizia, non solamente nel proprio paese ma nel mondo."
Il premio cominciò ad essere assegnato nel 1963 dal Consiglio Interrazziale Cattolico di Davenport della diocesi di Davenport nello stato dell'Iowa. Dal 1976, il premio venne presentato ogni anno dalla Coalizione Pacem in Terris delle Quad Cities. Nel 2010, i promotori del premio furono la diocesi di Davenport, la St. Ambrose University, l'Augustana College, le Churches United of the Quad-Cities, Pax Christi, The Catholic Messenger, la Congregation of the Humility of Mary, le suore benedettine, la comunità islamica delle Quad Cities e le Suore francescane.
Sei insigniti hanno anche ricevuto il Premio Nobel per la Pace.

## Vincitori del premio
Le persone qui sotto riportante hanno ricevuto il premio:
- 1964 John Howard Griffin e John F. Kennedy (postumo)
- 1965 Martin Luther King Jr.
- 1966 R. Sargent Shriver
- 1967 Asa Philip Randolph
- 1968 Padre James Groppi
- 1969 Saul Alinsky
- 1972 Dorothy Day
- 1974 Senatore Harold Hughes
- 1975 Dom Hélder Câmara
- 1976 Madre Teresa di Calcutta
- 1979 Vescovo Thomas John Gumbleton
- 1980 Crystal Lee Sutton
- 1980 Vescovo Ernest Leo Unterkoefler
- 1982 George F. Kennan
- 1983 Helen Caldicott
- 1985 Cardinal Joseph Bernardin
- 1986 Vescovo Maurice John Dingman
- 1987 Arcivescovo Desmond Tutu
- 1989 Eileen Egan
- 1990 Mairead Corrigan Maguire

- 1991 María Julia Hernández
- 1992 César Chávez
- 1993 Father Daniel Berrigan
- 1995 Jim Wallis
- 1996 Bishop Samuel Ruiz García
- 1996 Odebrecht Foundation e Arcivescovo Philip M. Hannan[5]
- 1997 Jim Douglass e Shelley Douglass
- 1998 Suor Helen Prejean, CSJ
- 1999 Adolfo Pérez Esquivel
- 2000 Monsignor George G. Higgins
- 2001 Lech Wałęsa
- 2002 Suor Gwen Hennessey e Suor Dorothy Hennessey, OSF
- 2004 Rev. Arthur Simon
- 2005 Donald Mosley
- 2007 Vescovo Salim Ghazal [1]
- 2008 Monsignor Marvin Mottet
- 2009 Hildegard Goss-Mayr
- 2010 Padre John Dear[1]
- 2011 Vescovo Álvaro Leonel Ramazzini Imeri
- 2012 Kim Bobo